# روستای کسل پاینز (کلرادو)
روستای کسل پاینز (به انگلیسی: Castle Pines Village) یک روستا در ایالات متحده آمریکا است که در شهرستان داگلاس، کلرادو واقع شده‌است. روستای کسل پاینز ۳٬۹۷۳ نفر جمعیت دارد.